# Run to You (canción de Roxette)
"Run to You" es una canción del dúo de música pop sueco Roxette, lanzada el 21 de noviembre de 1994 por EMI como el cuarto sencillo del quinto álbum de estudio del dúo, Crash! Boom! Bang! (1994). Escrita por Per Gessle y producida por Clarence Öfwerman, la canción tuvo un ranking moderado en varios territorios, alcanzando el puesto 20 en Finlandia, mientras que alcanzó el top cuarenta en Bélgica, Escocia, Suiza y el Reino Unido. "Run to You" fue el último sencillo del dúo que se ubicó entre los cincuenta primeros de la lista de singles australianos, alcanzando el puesto 49. El video musical de la canción fue dirigido por Jonas Åkerlund.

## Recepción
En su comentario semanal sobre las listas del Reino Unido, James Masterton escribió: "El sencillo actual ve al dúo sueco en modo acústico tintineante, produciendo un sencillo no del todo desagradable, pero con trabajo por hacer si va a ser un gran éxito para ellos". Un crítico de la revista People elogió la voz de Fredriksson como "más sutil y elegante que el chirrido afectado y chirriante de su compañero". Pete Stanton de Smash Hits declaró que "Per y Marie lo han vuelto a hacer", y agregó que Roxette son "grandes estrellas del euro-pop-marshmallow-soft-rock". Observó que las "agradables guitarras de la canción se divierten con los violines giratorios y guau, estamos en Happy Land".

## Vídeo
El vídeo musical que acompaña a "Run to You" fue dirigido por el director sueco Jonas Åkerlund y consiste en imágenes detrás del escenario de la banda durante el "Crash! Boom! Bang! Tour". Presenta tomas de la banda viajando y actuando durante las pruebas de sonido, y termina con una escena de la banda subiendo al escenario en la fecha de la gira del 18 de octubre de 1994 en el Festhalle en Frankfurt, Alemania.